# اسکات نیرینگ
اسکات نیرینگ (Scott Nearing) (6 اوت ۱۸۸۳ – ۲۴ اوت ۱۹۸۳)، اقتصاددان رادیکال آمریکایی، مدرس، نویسنده، فعال سیاسی، صلح‌طلب، گیاه‌خوار و مدافع ساده‌زیستی بود.

## زندگی‌نامه

### سال‌های ابتدائی
نیرینگ در موریس ران، شهرستان تیوگا، پنسیلوانیا، قلب ایالت ذغال کشور متولد شد. پدربزرگ نیرینگ، وینفیلد اسکات نیرینگ، در سال ۱۸۶۴ در سن ۳۵ سالگی زمانی که به عنوان مهندس عمران و معدن مشغول به کار شده، با خانواده‌اش به شهرستان تیوگا رسید. قبل از پایان سال او به عنوان نظارت‌کننده کنترل کامل عملیات معدن را درشرکت ذغال موریس ران به‌عهده گرفت، سمت با صلاحیتی که او در باقیمانده عمرش آن را به‌دوش کشید. پدربزرگ اسکات نیرینگ که یک مرد پرخاش‌گر با انگیزه بود و در بخش ساینس و طبیعت تحصیل کرده بود، باغ‌داری و نجاری را بلد بوده و به‌صورت منظم تعداد زیاد کتاب از شهر نیویورک دریافت می‌کرد و یک کتابخانه بزرگ شخصی گرد آورده بود. اسکات نیرینگ در خاطراتی که در اواخر زندگی‌اش نوشت، پدربزرگش را به عنوان یکی از چهار شخصیت‌های تأثیرگذار زندگی‌اش یاد کرد. نیرینگ به شکل یک بورژوای جوان بزرگ شد، مادرش یک استاد نیمه وقت و دو خدمت‌کار لهستانی استخدام کرده بود تا خانه سفید آن‌ها را که در بالای یک تپه و روبروی شهر قرار داشت پاک کنند. برادر اسکات ذکر می‌کند که شهروندان موریس ران با اسکات جذاب و باهوش «به گونه‌ای برخورد می‌کردند که با وارث یک نجیب‌زاده… همه با او از روی تحیر پیش می‌آمدند».
پدر نیرینگ یک تجار کوچک و دلال سهام شرکت‌ها بود، مادرش یک زن نیرومند، پرانرژی و ایدیالیست بود که بعدها نیرینگ از او به گونه‌ای یاد می‌کرد که قدردانی از چیزهای بلند در زندگی: مثل طبیعت، کتاب‌ها و هنر را به او القا کرده بود. اسکات جوان با وجودی‌که در یک زندگی پر از امتیازات، آن هم در مقیاس بزرگ، بزرگ شد، با وجود آن یک ضمیر اجتماعی به‌خود ساخت که یکی از زندگی‌نامه نویس‌هایش او را چنین توصیف می‌کند: «چیزی در وجودش داشت که هیچ‌یک از اقاربش دارای آن نبودند و هیچ تفسیری به‌صورت قناعت بخش آن را توضیح نمی‌دهد».
نیرینگ در سال ۱۹۰۱ میلادی از مدرسه فارغ‌التحصیل شده و به دانشگاه قانون پنسیلوانیا راه یافت، «جاییکه جانبداری شرکت‌ها آنقدر آرمان‌های او را خدشه‌دار ساختند که پس از یک سال آنجا را ترک کرد». در عوض، او فن سخنرانی را در دانشگاه تمپل در فیلادفیا آموخت و به مدرسه تجارت وارتون دانشگاه پنسیلوانیا رفت، جاییکه او خود را غرق علم نوظهور اقتصاد کرد. در مدرسه وارتون، نیرینگ عمیقاً تحت تأثیر سیمون نیلسون پاتن، یک مدرس مبتکر و بدون قید و شرط و پدر بنیان‌گذار اتحادیه اقتصادی آمریکا، قرار گرفت. نیرینگ در جریان عصر پیش رونده خود را به عنوان «مرد وارتون» معرفی می‌کرد، یکی از «بهترین و روشن‌ترین» فرد آموزش دیده در اقتصاد عملی که آماده سمتی بود که رهبر مسؤل جامعه شود. با کلمات یکی از شاگردانش، پاتن تفکر مبتکرانه را تدریس می‌کرد - «صرف نظر از جزم اندیشی‌های موجود، از هوش خلاقانه برای مدیریت وضعیت‌های جدید کار می‌گرفت». نیرینگ به نظر می‌رسد این ابزار عقلانی جدید برای تغییر بالقوه اجتماعی را مهیج و آزادی‌بخش یافت. او برنامه کارشناسی ارشد خود را تنها در سه سال تکمیل کرد و در همان زمان مصروف سیاست‌های دانشگاهی و مناظره‌های رقابتی بود.
نیریگ لیسانسش را در سال ۱۹۰۵ میلادی از دانشگاه پنسیلوانیا و در سال ۱۹۰۹ میلادی دکترایش را در اقتصاد به‌دست آورد. از سال ۱۹۰۵ تا ۱۹۰۷، او به عنوان منشی کمیته کار بر کودکان پنسیلوانیا، یک انجمن داوطلب که برای حل مشکلات کار بر کودکان در آن ایالت کار می‌کردند، ایفای وظیفه کرد. نیرینگ از سال ۱۹۰۸ تا ۱۹۱۵ میلادی زمانی که در آردن، دلاور زندگی می‌کرد، در کالج وارتون و سوالتمور اقتصاد و جامعه‌شناسی تدریس می‌کرد، کتاب‌های زیادی را در مورد اقتصاد و مشکلات اجتماعی تألیف نمود. نیرینگ یک مدافع ثابت قدم «اقتصاد جدید» بود که تأکید داشت.
... اقتصاددانان از تصویر ناخوشایند یک جهان پرجمعیت و گرسنه که پیش اقتدار «رقابت»، «ابتکار فردی»، «دارایی خصوصی»، یا برخی از خداگونه‌های دیگر سرتعظیم فرود آورده مجزا اند و به صورت ساده، رک و راست به مردم می‌فهمانند که چگونه قوانین را همراه بسازند، بازشکل‌دهند یا بر آن فایق آمده و از آن به مثابه یک نعمت استفاده نمایند نه این‌که آن‌ها را به مثابه یک بار اضافی و مصیبت بردوش بکشند.
درست به گونه‌ای که کارل مارکس تعابیر بنیادگرای از ایده‌های هگل محافظه‌کار استنباط کرد، نیرینگ منطق اقتصاد رئیس دپارتمانش، سیمون پاتن، را گرفته و مداخلات بنیادگرایانه‌ای در مورد ثروت و توزیع عایدات که استادش در آن تردید داشت، از خود بروز داد. او معتقد بود که ثروت بدون کنترل، خلاقیت را تضعیف کرده و پیشرفت اقتصادی را ممانعت می‌کند و امیدوار بود که متفکران پیشرَو در میان طبقات مالکین تأثیرات منفی پارازیتیسم اقتصادی را درک کرده و وظیفه مدنی شان به عنوان رهبران روشن‌گر را بپذیرند. نیرینگ یک جمهوری‌خواهی اقتصادی را بر اساس «چهار مفهوم ابتدائی دموکراتیک – برابری فرصت‌ها، مکلفیت مدنی، دولت مردمی و حقوق بشر» بیان کرد.
نیرینگ زمانی که در سال ۱۹۱۰ میلادی در آردن زندگی می‌کرد، در مورد بازی مالکان زمین The Landlord’s Game، طلایه‌دار انحصار، آگاه شده و آن را به شاگردانش تدریس کرد. این کاربرد بازی به عنوان یک توصیه تدریسی منجر به پخش شدن آن میان کالج‌ها گردید.
اما کنشگری اجتماعی پرخاش‌گرانه نیرینگ در کلاس و آثار چاپی‌اش منجر به ستیزه میان او و کارفرمایانش در کالج تجارت دانشگاه پنسیلوانیا شد و باعث شد تا از کار کنار رفته و به عنوان یک شخصیت مطرح در جنبش بنیادگرای آمریکایی در جریان دهه بعدی ظهور کند. در صبح ۱۶ ژوئن ۱۹۱۵، منشی نیرینگ با او تماس گرفت تا گزارش دهد که یک نامه از رئیس دانشکده دریافت کرده‌است که چنین نوشته‌است: «از آنجاییکه قرارداد استخدام شما به عنوان معاون استاد برای سال‌های ۱۹۱۴–۱۹۱۵ نزدیک به انقضا است، من از سوی متولیان دانشگاه پنسیلوانیا امر شده‌ام تا به شما اطلاع دهم که تمدید نخواهد شد». هیئت متولیان پنسیلوانیا به‌صورت گسترده توسط بانک‌داران، حقوقدانان شرکت‌ها، متخصصین مالی و مدیران اجرائیه شرکت‌ها اشغال شده و نوشته‌های نیرینگ بدون ملاحظه باقی نمانده بود. وضعیت ظریف او با یک نامه سرگشاده به آمریکای شمالی بیشتر وخیم شد که در آن او بیلی سندی انجیل نویس جناح راست را به چالش کشید تا انجیل را در شرایط کاپیتالیسم صنعتی، از جمله «منافع خط آهن … شرکت ترکشن … تولیدکنندگان … منافع واگذار شده» اعمال کند. واکنش به برکناری نیرینگ از دانشگاه سریع بود، به گونه‌ای که رئیس دپارتمان پاتن و دیگران بیانیه‌های به منظور محکوم کردن این تصمیم صادر کردند. پیشرَوها در دانشگاه وارتون سریعاً خلاصه‌ای از حقایق این پرونده را جمع‌آوری کرده و آن را به ۱۵۰۰ روزنامه، مجله و انتشارات علمی در سراسر کشور فرستادند. حتی محافظه کاران دانشکده عمیقاً برآشفته شدند به گونه‌ای که یکی از استادان وارتون می‌نویسد، «لحظه‌ای که نیرینگ رفت، تمام بیانیه‌های محافظه کاران این را می‌گفتند که استاد باید «نگهداشته شود». از سوی دیگر، برخی از بنیادگرایان در ماهیت محافظه‌کار دانشگاه آمریکایی حس می‌کردند که از عقیده آن‌ها پشتیبانی صورت گرفته‌است. نویسنده سوسیالیست اوپتون سینکلیر در یک نامه سرگشاده به نیرینگ گفت که «تو به هیچ دانشگاهی مربوط نمی‌شوی. تو به ما سوسیالیست‌ها و کارگران آزاد مربوط می‌شوی … به عوض مخاطب قراردادن تعداد اندک جوانان کالج، تو می‌توانی مردان بیشتری را مخاطب قرار دهی». برکناری نیرینگ را یکی از مورخین «مشهورترین نقض آزادی دانشگاهی» آن عصر خوانده‌است.

### جنگ جهانی اول
نیرینگ از خزان سال ۱۹۱۵ میلادی، به عنوان یک «مرد عامه» بنیادگرا تثبیت شد. او در سال ۱۹۱۵ بر ضد جنگ‌گرایی به اتحادیه آمریکایی پیوست و یک سری سخنرانی‌های برای محکومیت کمپین «آمادگی» ایراد کرد که بعدها توسط وودراو ویلسون و نخبگان سیاسی کشور ترویج شد. او همچنین استاد دانشگاه باقی مانده و از سال ۱۹۱۵ تا ۱۹۱۷ میلادی در دانشگاه شهری تولیدو علوم اجتماعی تدریس می‌کرد. احساس شدید ناسیونالیستی کشور را به جایی کشاند که حالا آمریکا اخیراً در جنگ با اروپا وارد جنگ شد و پایان روزهای تولیدوی نیرینگ را رقم زد، اتفاقی که بعدها او در خاطراتش از آن یاد کرد:
آل میلر، رئیس دیوان‌خانه تولیدو، از من خواست که به دفترش بروم. او با آغوش باز از من پذیرایی کرده و بعداً گفت، «به گونه‌ای که می‌دانی، من نماینده دائمی اتاق تجارت تولیدو هستم. من سخنگوی حقوقی آن‌ها هستم؛ آن‌ها در میان مشتریان من می‌باشند. آن‌ها به من فرمان داده‌اند که در جلسه بعدی متولیان دانشگاه تولیدو، قطع‌نامه‌ای ایراد کنم و کار تو در این نهاد را به پایان برسانم». او لحظه‌ای مکث کرد تا آنچه ابلاغ کرده بود جا بی‌آفتد.
من به آرامی گفتم «البته». «این یکی ازعلایم تب جنگ است. کسانی که حقیقت را می‌گویند یا تلاش می‌کنند تا حقیقت را بگویند در میان اولین قربانیان جنگ خواهند بود».
آل سراسیمه شد، «تو می‌دانی، این یک تصمیم شخصی نیست. من و تو در این دیوان‌خانه و پروژه‌های دیگر همراه با هم کار کرده‌ایم و هیچگاه مخالفت نداشته‌ایم، جنگ که هیچ زمانی نکرده‌ایم».
من گفتم، «درست است»، «و من فکر می‌کنم تلاش‌های مشترک ما کمک کرده‌است تا پیشرفت‌های واقعی این‌جا در تولیدو به‌وجود بی‌آید».
آل گفت «دقیقاً». «همچنین واقعیت دارد که من از هر دقیقه همکاری که میان ما بوده‌است، لذت برده‌ام». بعداً او علاوه کرد، «در این نقطه فکر می‌کنم ما از هم جدا می‌شویم. امیدوارم به عنوان دوست به دو جهت مانع جنگ که ما را جدا می‌کند، از هم جدا شویم. لطفاً به یاد داشته باش که این یک تصمیم شخصی نیست». او تکرار کرد. «من به موضع تو احترام دارم و به تو خوبی آرزو دارم. وظیفه من چیز دیگریست». ما با هم دست دادیم و دیگر هرگز او را ندیدم.

نیرینگ لوازم خود را جمع‌آوری کرد و به شهر نیویورک رفت، جاییکه او یکی از اعضای مؤسس «شورای مردمی آمریکا برای دموکراسی و صلح»، یک مؤسسه صلح‌طلب ملی شد که در اولین کنفرانس آمریکا برای صلح و دموکراسی، به تاریخ ۳۰–۳۱ می ۱۹۱۷ تأسیس شد. او در آن خزان ریاست آن مؤسسه را عهده‌دار شد. در ۱ ژوئیه ۱۹۱۷، نیرینگ به حزب سوسیالیست پیوسته و شغل جدیدی را آغاز کرد و در شش سال آینده به عنوان استاد اقتصاد و جامعه‌شناسی در کالج راند علوم اجتماعی حزب سوسیالیست ایفای وظیفه کرد.
نیرینگ یک سخنران پرکار عمومی در این زمان بود که تخمیناً در جریان سال‌های جنگ در هر سال حدود ۲۰۰ سخنرانی ایراد می‌کرد. نیرینگ همچنین یک سری جزوه‌ها را تألیف نمود که توسط دانشگاه راند نشر می‌شد که یکی از آن دیوانگی بزرگ: موفقیتی برای حکومت اغنیاء آمریکایی است که باعث شد او تحت قانون جاسوسی به اتهام «ممانعت به استخدام و خدمات سربازگیری ایالات متحده» مجرم شناخته شود. این محکومیت در آوریل ۱۹۱۸ اتفاق افتاد اما تا فوریه ۱۹۱۹ – یعنی چند ماه پس از این‌که جنگ در اروپا به پایان رسید – محاکمه نیرینگ و دانشگاه راند آغاز نشد.
این محکومیت خواست نشان دهد که نیرینگ، توسط نوشته‌هایش به ضد جنگ‌گرایی، به‌صورت غیرقانونی در توانایی دولت ایالات متحده برای استخدام و سربازگیری برای فعالیت‌های نظامی‌اش در اروپا مداخله کرده‌است. تلاش صورت گرفت تا نیرینگ بپذیرد که او بر ضد جنگ‌کرایی و جنگ در اروپا نوشته و سخن گرفته‌است – چیزی که دقیقاً خواسته او بود. اما در پایان محاکمه، نیرینگ هیئت قضا را مخاطب قرار داده و یک نکته کلیدی را اشاره کرد:
محاکمه نتوانسته‌است یک زمانی را نشان دهد که در آن سربازگیری ممانعت شده باشد. آن‌ها نتوانستند یک زمانی را نشان دهند که در آن نافرمانی، خیانت و انکار از سربازی اتفاق افتاده باشد.
نیرینگ نوشت:
یگانه راه برای داشتن مردم باهوش، بحث کردن است و زمانی که شما بحث را از بین ببرید، شما دموکراسی را از بین می‌برید…

قانون اساسی تنها به ما حق درست بودن را تضمین نمی‌کند، ما حق داریم که حتی اگر اشتباه می‌کنیم صادق داشیم. دیدگاهی را که من در این جزوه بیان کرده‌ام، توأم با صداقت بوده‌است. من معتقدم که آنچه گفتم درست است. آینده نشان خواهد داد که آیا من درست بوده‌ام یا خیر، اما بر اساس قوانین تا جاییکه من آن را می‌دانم که بر اساس قانون اساسی تا جاییکه من آن را می‌دانم، هرشهروند در این کشور حق دارد تا نظر خود را … در مورد مسائل عمومی بیان کند.
قاضی این پرونده، ژولیوس ام مایر، دو مورد محکومیت که اتهام توطئه در آن بود را بدون این‌که به هیئت ژوری بفرستد، لغو کرد. به دنبال آزادی، هیئت ژوری نیرینگ را بی‌گناه شناخته اما انجمن سوسیالیست آمریکا را در خصوص بند سوم و چهارم محکومیت مجرم شناختند. در ۲۱ مارس ۱۹۱۹، حکم صادر شده و انجمن سوسیالیست آمریکا به مبلغ ۳٬۰۰۰ دلار جریمه شد (کمترین مبلغ جریمه از حداکثر ۱۰٬۰۰۰ دلار)، مبلغی که نهایتاً از طریق اهداهای کوچک پولی از سوی سوسیالیست‌ها، گروه‌های کارگر و آزادی خواهان مدنی در شهر نیویورک جمع‌آوری گردید.